# Linia Kachowskaja
Linia Kachowskaja (ros. Каховская линия) – dawna najkrótsza linia metra w Moskwie (3,4 km długości), oddana do użytku w 1995 roku. Na jej trasie znajdują się 3 stacje. Od 2021 roku linia została zamknięta. Jej dawna trasa stała się w marcu 2023 częścią linii Bolszaja Kolcewaja, a więc dużej linii obwodowej.

## Lista stacji
- Kaszyrskaja - przejście na linię Zamoskworieckaja
- Warszawskaja(inne języki)
- Kachowskaja - przejście na linię Sierpuchowsko-Timiriaziewskaja